# Маршикова, Регина
Регина Маршикова (чеш. Regina Maršíková; род. 11 декабря 1958) — чехословацкая теннисистка. Победительница Открытого чемпионата Франции в женском парном разряде (1977) и в одиночном разряде среди девушек (1975), обладательница Кубка Федерации в составе сборной Чехословакии (1985), в общей сложности победительница 13 турниров WTA (8 в одиночном разряде).

## Спортивная карьера
В 1974 году, в 15 лет, впервые участвовала во взрослом турнире Открытого чемпионата Франции, преодолев квалификационный отбор и в первом круге уступив Крис Эверт. На следующий год выиграла этот турнир в одиночном разряде среди девушек, в 1976 году дошла до четвертьфинала взрослого турнира, а в следующие три года становилась полуфиналисткой. Успешно выступала также в других турнирах на грунтовых кортах, в частности, в 1978 году став первой представительницей Чехословакии, выигравшей Открытый чемпионат Италии.
Высшего успеха в турнирах Большого шлема достигла в женском парном разряде, в 1977 году победив с американкой Пэм Тигарден на Открытом чемпионате Франции. На её счету были победы над такими соперницами, как Мартина Навратилова, Билли Джин Кинг, Ивонн Гулагонг, Вирджиния Уэйд и Андреа Йегер. С 1977 по 1981 год входила в топ-20 мирового женского тенниса, а в 1979 году газета Daily Telegraph, публиковавшая ежегодный рейтинг десяти лучших теннисисток мира, поставила в нём Маршикову на 10-е место. В 1978 и 1979 годах играла в составе сборной Чехословакии в Кубке Федерации — основном турнире национальных женских теннисных сборных.
Профессиональную карьеру Маршиковой прервала автомобильная катастрофа. В сентябре 1981 года под Прагой она не справилась с управлением на мокрой дороге, и её BMW столкнулся со встречной машиной. Теннисистка не пострадала, но во втором автомобиле погиб пассажир. Маршикова провела несколько месяцев в заключении, у неё отобрали водительские права и заграничный паспорт. В следующие несколько лет она лишь изредка выступала на мелких турнирах в ЧССР и других социалистических странах. Весной 1985 года, однако, она выиграла международный турнир в Софии, признанный Женской теннисной ассоциацией (WTA), и после этого чехословацкое спортивное руководство позволило ей вернуться к выступлениям в профессиональных турнирах на Западе. Осенью того же года Маршикова в составе сборной Чехословакии стала обладательницей Кубка Федерации.
Маршикова продолжала выступать за сборную Чехословакии и в 1986 году, в общей сложности за четыре сезона в сборной выиграв 5 из 7 встреч в одиночном и 5 из 10 в парном разряде. В индивидуальных турнирах регулярно играла до 1989 года, хотя титулов больше не завоёвывала и в первую двадцатку рейтинга не возвращалась.

## Финалы турниров за карьеру

### Одиночный разряд (8-3)
| Результат | №  | Дата            | Турнир                     | Покрытие | Соперница в финале | Счёт в финале |
| --------- | -- | --------------- | -------------------------- | -------- | ------------------ | ------------- |
| Победа    | 1. | 15 августа 1977 | Торонто, Канада            | Грунт    | Марисе Крюгер      | 6-4 4-6 6-3   |
| Победа    | 2. | 5 декабря 1977  | Брисбен, Австралия         | Трава    | Хелена Анлиот      | 6-1 3-6 6-4   |
| Победа    | 3. | 29 марта 1978   | Стюарт, Флорида, США       | Грунт    | Зенда Лисс         | 1-6 6-3 6-3   |
| Победа    | 4. | 28 мая 1978     | Рим, Италия                | Грунт    | Вирджиния Рузичи   | 7-5 7-5       |
| Победа    | 5. | 20 августа 1978 | Торонто (2)                | Хард     | Вирджиния Рузичи   | 7-5 6-7 6-2   |
| Победа    | 6. | 26 ноября 1978  | Крайстчерч, Новая Зеландия | Трава    | Сильвия Ханика     | 6-2 6-1       |
| Поражение | 1. | 18 марта 1979   | Орландо, Флорида, США      | Хард     | Кэти Джордан       | 6-4 1-6 4-6   |
| Поражение | 2. | 27 мая 1979     | Западный Берлин            | Грунт    | Кэролайн Столл     | 6-7 0-6       |
| Поражение | 3. | 13 апреля 1980  | Хилтон-Хед-Айленд, США     | Грунт    | Трэйси Остин       | 6-3 1-6 0-6   |
| Победа    | 7. | 17 октября 1980 | Финикс, США                | Хард     | Венди Тёрнбулл     | 7-6 7-6       |
| Победа    | 8. | 24 мая 1981     | Западный Берлин            | Грунт    | Иванна Мадруга     | 6-2 6-1       |

### Парный разряд (5-6)
| Результат | №  | Дата            | Турнир                            | Покрытие | Партнёрша       | Соперницы в финале                  | Счёт в финале |
| --------- | -- | --------------- | --------------------------------- | -------- | --------------- | ----------------------------------- | ------------- |
| Поражение | 1. | 15 мая 1977     | Гамбург, ФРГ                      | Грунт    | Рената Томанова | Линки Босхофф Илана Клосс           | 6-2 4-6 5-7   |
| Победа    | 1. | 5 июня 1977     | Открытый чемпионат Франции, Париж | Грунт    | Пэм Тигарден    | Хелен Гурлей-Коули Рейни Фокс       | 5-7 6-4 6-2   |
| Поражение | 2. | 28 августа 1977 | Шарлотт, Сев. Каролина, США       | Грунт    | Пэм Тигарден    | Мартина Навратилова Бетти Стове     | 3-6 4-6       |
| Поражение | 3. | 20 июля 1978    | Кицбюэль, Австрия                 | Грунт    | Флоренца Михай  | Вирджиния Рузичи Рената Томанова    | 5-7 2-6       |
| Победа    | 2. | 20 августа 1978 | Торонто, Канада                   | Хард     | Пэм Тигарден    | Крис О’Нил Пола Смит                | 7-5 6-7 6-2   |
| Поражение | 4. | 5 ноября 1978   | Буэнос-Айрес, Аргентина           | Грунт    | Лора Дюпон      | Франсуаза Дюрр Валери Зигенфасс     | 6-1 4-6 3-6   |
| Победа    | 3. | 1 апреля 1979   | Карлсбад, Калифорния, США         | Ковёр(i) | Марси Луи       | Марин Луи Марита Редондо            | 6-2 2-6 6-4   |
| Поражение | 5. | 26 августа 1979 | Мауа, Нью-Джерси, США             | Хард     | Мима Яушовец    | Трэйси Остин Бетти Стове            | 6-7 6-2 4-6   |
| Победа    | 4. | 17 августа 1980 | Торонто (2)                       | Хард     | Андреа Йегер    | Энн Киёмура Бетси Нагельсен         | 6-1 6-3       |
| Победа    | 5. | 19 октября 1980 | Дирфилд-Бич, Флорида, США         | Хард     | Андреа Йегер    | Мартина Навратилова Кэнди Рейнольдс | 1-6 6-1 6-2   |
| Поражение | 6. | 22 февраля 1981 | Хьюстон, США                      | Ковёр(i) | Мэри-Лу Пиатек  | Сью Баркер Энн Киёмура              | 7-5 4-6 3-6   |